# Есипов, Юрий Евгеньевич
Ю́рий Евге́ньевич Е́сипов (род. 16 марта 1968 года, Кирово-Чепецк, Кировская область, РСФСР, СССР) — российский  хоккеист, выступавший за екатеринбургский клуб «Спартак».

## Биография
Родился в 1967 году в Кирово-Чепецке. Воспитанник ДЮСШ местного хоккейного клуба «Олимпия», в котором и начал игровую карьеру и выступал до 1998 года (до 1992 года — во второй лиге чемпионата СССР, затем — в высшей лиге России). В сезоне 1996/1997 на правах аренды в составе екатеринбургского «Спартака» участвовал в первом чемпионате Суперлиги, организованном РХЛ.
Вернулся в состав перешедшего в Высшую лигу екатеринбургского клуба, сменившего название на «Динамо-Энергия», в сезоне 1998/1999, по ходу которого перешёл в новоуральский «Кедр».
В 1999 году уехал во Францию, где до 2013 года выступал в составе клубов младших французских лиг «Амневиль» и «Мец».